# Histoire du Massachusetts

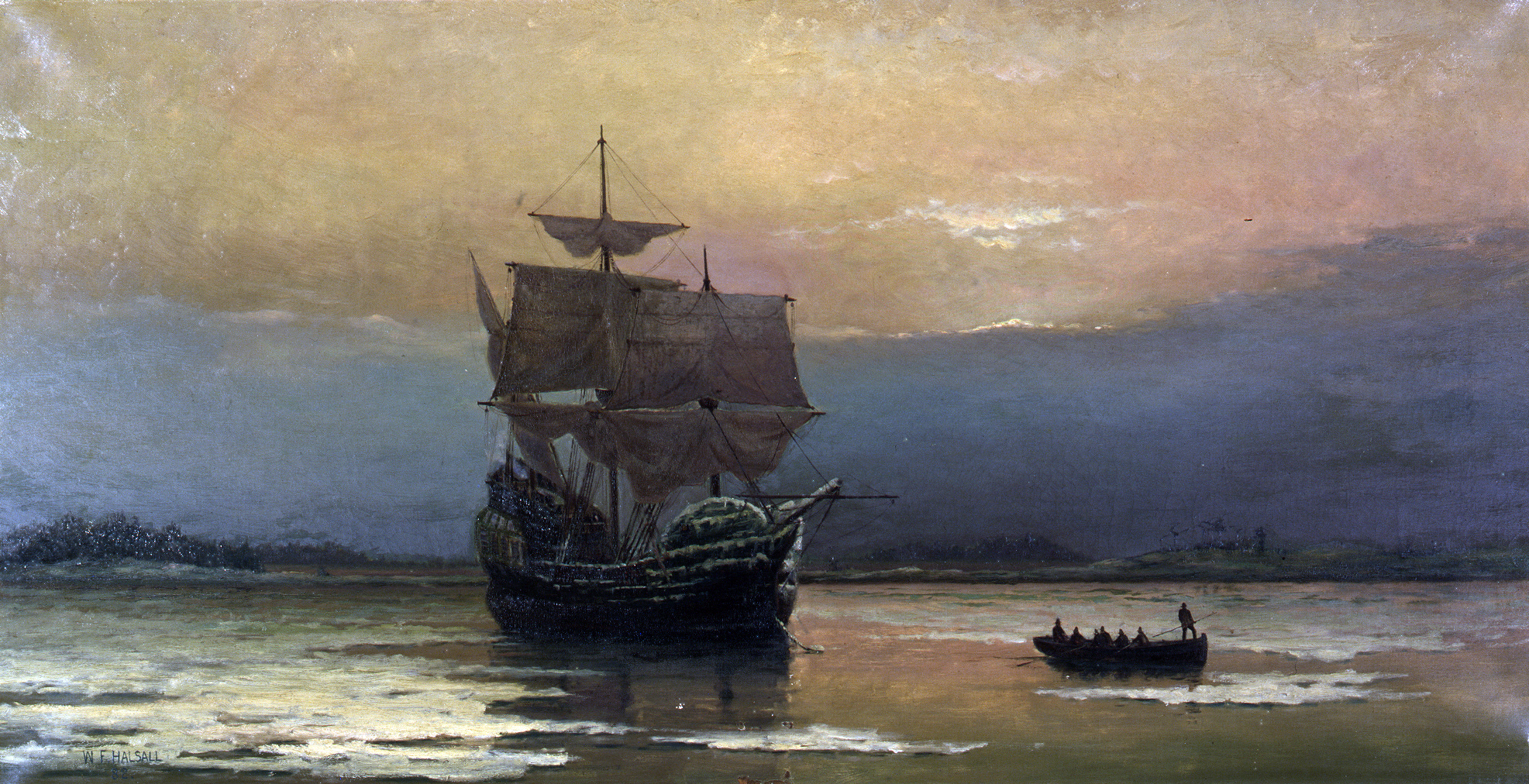
Mayflower in Plymouth Harbor par William Halsall (1882)

Cet article développe l'histoire de l'État américain du Massachusetts.

## Préhistoire
De nombreuses tribus algonquines habitent la région avant l'arrivée des Européens. Les Massachusetts occupent alors la baie du Massachusetts. La frontière actuelle avec le Vermont et le New Hampshire, et la vallée du Merrimack est le territoire de la tribu Pennacook. Le sud de l'État actuel est peuplé par les Wampanoags et l'extrémité du cap Cod par les Nausets ; la partie centrale de la vallée du Connecticut par les Nipmucs. La variole décime tous les peuples de la région, non immunisés, après l'arrivée du capitaine John Smith en 1614.

## Histoire coloniale

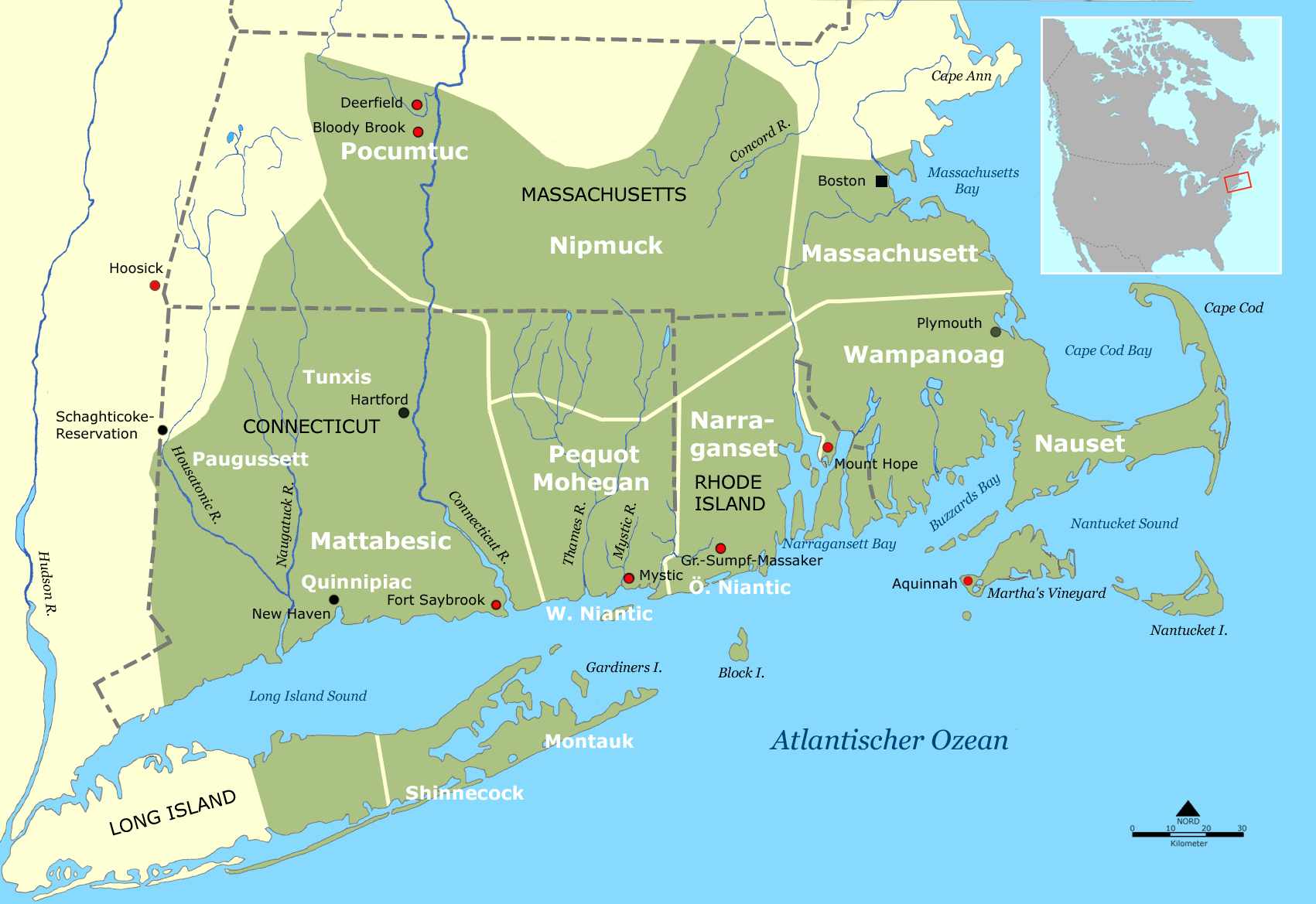
Les Nipmucs et Pocomtucs faisaient partie des tribus amérindienne vivant dans l'actuel Massachusetts.

En 1620, les Pères pèlerins débarquent du Mayflower au cap Cod. Le 20 novembre, ils adoptent un accord qui va servir de base à leur gouvernement, c'est le Mayflower Compact. Ils fondent quelque temps plus tard la colonie de Plymouth, avec la ville de Plymouth. Ils nouent rapidement des relations amicales avec les indigènes qui leur permettent de survivre, les Amérindiens leur donnent, puis leur apprennent a cultiver le maïs (Indian Corn) et le potiron sans oublier le dindon : en 1621 ils célèbrent leur premier Thanksgiving. Les Nipmucs et Pocomtucs faisaient partie des tribus amérindienne vivant dans l'actuel Massachusetts. Ces colons sont suivis les années suivantes par des puritains qui fondent la colonie de la baie du Massachusetts, qui occulte celle de Plymouth autant au niveau de la population que de l'économie, grâce au port de Boston. Les deux colonies sont regroupées en 1691 au sein de la Province de la baie du Massachusetts. Les relations avec les Amérindiens sont alors encore bonnes : en 1646 le Long Parlement donne à John Eliot une commission et des fonds pour évangéliser les Wampanoags. Il réussit à en convertir un grand nombre, qui sont ensuite appelés Praying Indians. En 1660, la colonie compte 20 000 habitants.

## Fondation de la future université Harvard en 1636

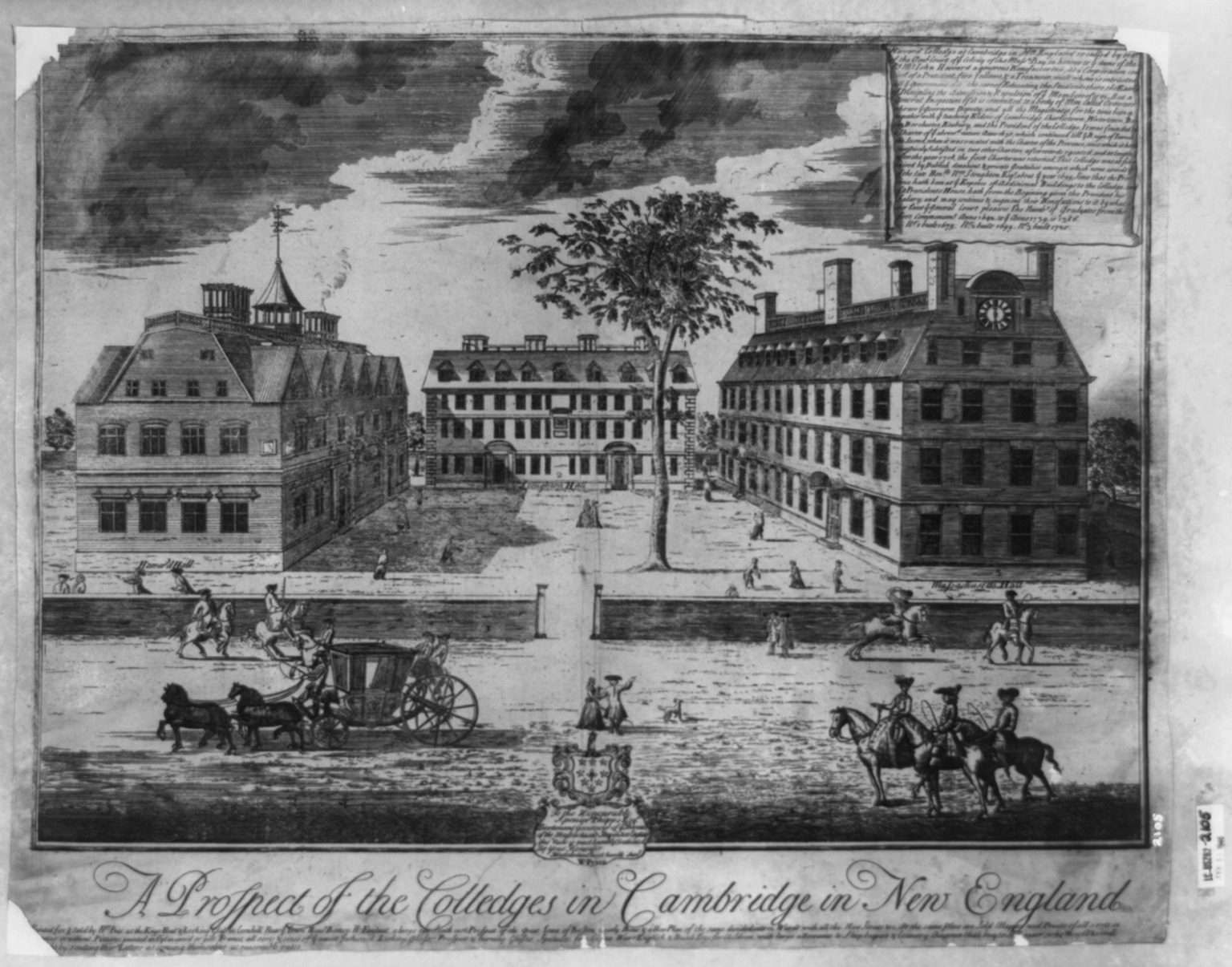
Harvard au XVIIIe siècle.

La Cour générale de la colonie de la baie du Massachusetts crée en 1636 l’université de Cambridge, future Harvard. Il faut attendre deux années avant que les cours ne soient dispensés, mais la notoriété de l’institut ne mettra guère de temps à s’étendre. En 1639, la faculté prendra le nom de John Harvard, pasteur britannique qui lui fera don d’une grande partie de ses biens et de toute sa bibliothèque. À ses débuts, l'établissement ne compte que neuf étudiants et un professeur, Nathaniel Eaton, l'enseignement est proche de celui qui était dispensé en Angleterre mais subit l'influence du puritanisme des premiers colons de la Nouvelle-Angleterre. Harvard forme alors de nombreux pasteurs. La première bourse d'études est fondée en 1643. Peu à peu, l’établissement recevra un soutien financier de plus en plus important, ainsi qu’une charte en 1780.

## Rôle dans la guerre d'indépendance

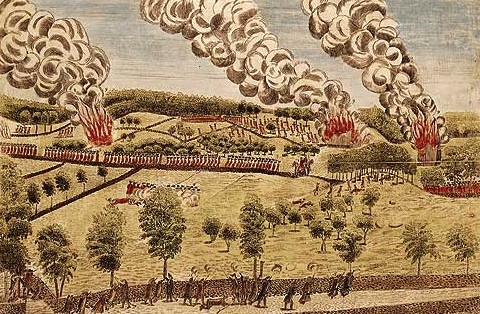
Une illustration des batailles de Lexington et Concord.

Le Massachusetts fut au centre du mouvement pour l'indépendance des États-Unis, ce qui lui valut le surnom de « Berceau de la Liberté ». Boston avait été placée sous occupation militaire depuis 1768 et une série d'incidents graves a suivi. Le 5 mars 1770, ce qui a commencé comme un incident de jets de pierres contre quelques soldats britanniques a fini par la fusillade de cinq hommes par des soldats britanniques dans ce qui devint connu comme le massacre de Boston. Lorsque les fonctionnaires des douanes ont été attaqués par la foule en colère, deux régiments britanniques logés dans la ville sont arrivés et ont ouvert le feu. L'incident a provoqué la colère en outre contre l'autorité britannique dans le Commonwealth sur les taxes et la présence des soldats britanniques. Les relations difficiles avec la monarchie britannique ont ensuite très tôt déclenché la rébellion ouverte, connue sous le nom de Boston Tea Party, symbole du refus du Massachusetts de n'être qu'un rouage docile de l'empire colonial britannique, alors en pleine expansion. Le 16 décembre 1773, un navire de la Compagnie des Indes a tenté de débarquer du thé mais un groupe d'hommes appelé les « Fils de la Liberté » s'était furtivement glissé sur le bateau la nuit, avant de déverser tout le thé dans le port.
Des hommes comme Samuel Adams et John Hancock, dont l'action fut suivie de représailles de la part du gouvernement britannique, ont joué un rôle-clé dans le déclenchement de la révolution américaine. Les batailles de Lexington et Concord, les premières de la guerre, sont gagnées par les Américains dans le Massachusetts, d'une manière qui impressionne le pouvoir colonial britannique. Environ 700 militaires de l'armée régulière britannique, sous le commandement du lieutenant-colonel Francis Smith, reçoivent des ordres secrets pour capturer et détruire les entrepôts d'armes que détiendrait la milice du Massachusetts établie à Concord. Grâce à des renseignements, les Patriots sont avertis plusieurs semaines avant l'expédition anglaise et déplacent la plupart de leurs stocks en des lieux plus sûrs. Ils obtiennent également des informations sur les plans britanniques dans la nuit précédant la bataille et sont alors en mesure d'avertir rapidement les milices de la région des mouvements de l'ennemi. Au terme de combats, elles se réunissent et la ville de Boston est encerclée par une immense armée de plus de 15 000 miliciens venus de toute la Nouvelle-Angleterre.
Peu après, le futur président américain George Washington a décroché sa première victoire lors du siège de Boston de l'hiver de 1775-1776, forçant les Britanniques à évacuer la principale ville de la colonie. L'événement est toujours célébré dans le comté de Suffolk comme Jour de l'Évacuation. Avec Henry Knox, il a fondé l'Arsenal de Springfield, dans la vallée du Connecticut.

## Révolte de Shays, en 1787

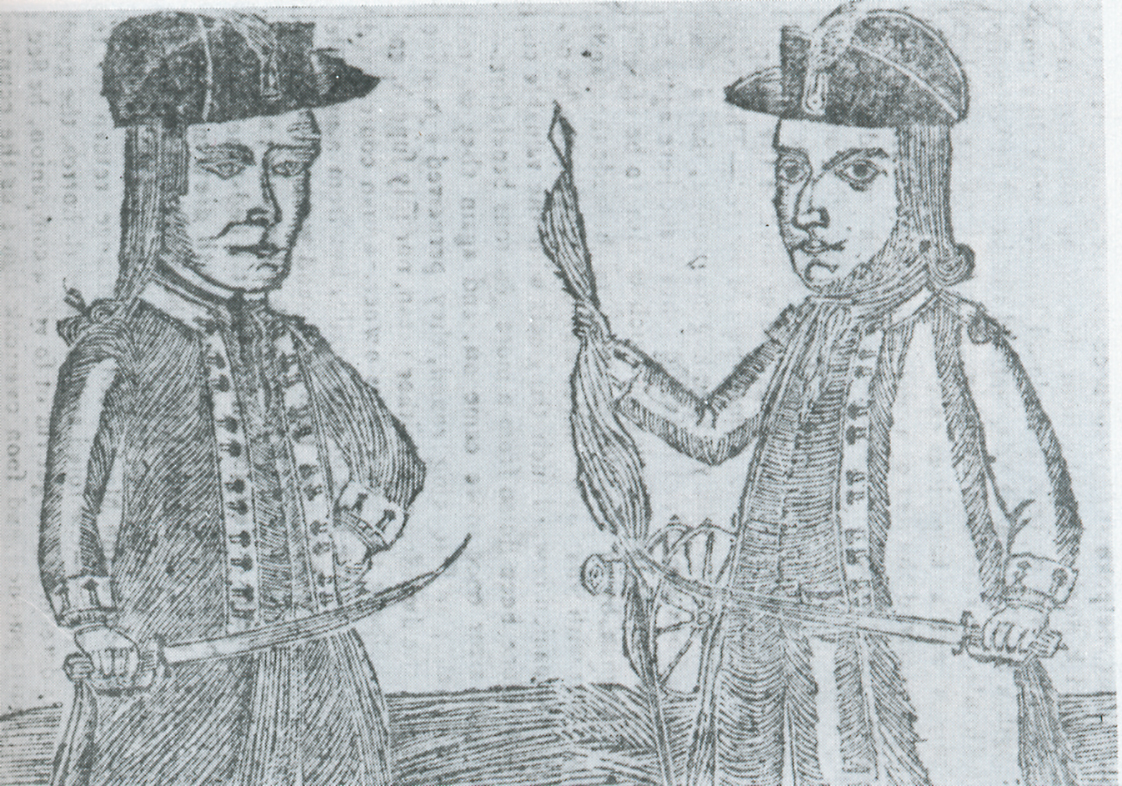
Portrait contemporain de Daniel Shays et de Job Shattuck.

Le 29 août 1786, trois ans après la guerre d'indépendance, les treize colonies nouvellement indépendantes connaissent une situation difficile et le Massachusetts tout particulièrement : citoyens endettés pendant le conflit, contraction du commerce entre les Antilles et le port de Boston. Les industriels anglais exigent que les importateurs du Massachusetts honorent leurs créances. Ceux-ci du coup harcèlent les détaillants qui font de même avec les agriculteurs. À chaque étape, les créanciers refusent le papier monnaie, les paiements en nature ou en titres de propriété. Ils exigent d'être payés en monnaie métallique : or, argent ou cuivre, dans un contexte économique troublé par l’inflation et la dévaluation du dollar. Dans un premier temps, les paysans demandent à l'État de contraindre les créanciers à accepter le papier monnaie mais l'assemblée du Massachusetts refuse.
Daniel Shays, un ouvrier agricole âgé de 39 ans, qui finit la guerre avec le grade de capitaine, en a assez d'attendre le versement de sa solde. Il prend la tête d'un petit groupe de révoltés comptant 700 fermiers armés. Ces petits fermiers révoltés par leur endettement et par l'augmentation des taxes sont baptisés les Shaysites et s'appellent eux-mêmes les Regulators parce qu'ils veulent « influencer le gouvernement ». Ils attaquent Springfield en janvier 1787, s'en prennent aux tribunaux qui prononcent des saisies immobilières et orchestrent une campagne d'intimidation à l'encontre des commerçants de l'Ouest du Massachusetts. Le Massachusetts forme donc une milice d'État sous la direction de Benjamin Lincoln, qui s'empare de l'arsenal fédéral de Springfield et mate la révolte. Shays s'exile dans le Vermont, ses compagnons étant condamnés puis amnistiés.

## Adoption de la constitution de l'État
Alors que l'État se gouverne depuis juin 1775 sur la base d'une version légèrement amendée de la charte de 1691, l'assemblée provinciale soumet à la population en mars 1778 un projet de constitution qui est rejeté. La population réfute en effet le droit d'élaborer une constitution à une assemblée élue uniquement par les propriétaires fonciers. En réponse, l'élection d'une assemblée constituante est effectuée le 15 juin 1779 sur la base d'un corps électoral masculin sans condition de propriété foncière. L'assemblée se réunit à partir du 1er septembre 1779 à Cambridge et élabore un projet de constitution, largement inspiré des travaux de John Adams, qui est distribué à la population le 2 mars 1780. Un parlement bicaméral doit être élu par les hommes de 21 ans ou plus gagnant 3 livres par an ou disposant de biens d'une valeur de 60 livres. Les représentants doivent disposer d'une fortune de 200 livres, les sénateurs d'une de 600 livres et le gouverneur, élu pour 4 ans et disposant d'un droit de veto sur l'assemblée, d'une fortune de 1 000 livres. Approuvé par la majorité de la population, le texte entra en fonction en octobre 1780.

## Croissance démographique moins rapide que celle des autres colonies
Lors des décennies précédant la guerre d'indépendance des États-Unis, l'équilibre entre les colonies évolue. Le Massachusetts n'est plus la plus peuplée des colonies américaines en 1780, et se retrouve derrière la Virginie, la Pennsylvanie et la Caroline du Nord, bien que sa population ait été multipliée par un peu moins de deux depuis 1750. Les autres colonies ont connu dans la première moitié du XVIIIe siècle, une forte immigration de familles modestes venues d'Allemagne et d'autres pays européens qui s'installèrent comme cultivateurs au pied des Appalaches et dans l'arrière pays agricole, ce qui n'est pas le cas dans le Massachusetts. Comme d'autres colonies importantes de la Nouvelle-Angleterre, le Connecticut et le Rhode Island, il a connu une croissance démographique moins rapide que dans les autres colonies. Entre 1750 et 1780, l'accroissement naturel des treize colonies en général correspond à 95 % de leur croissance démographique, qui est globalement très rapide. En moyenne, le taux de mortalité y est d'environ 25% contre une moyenne d'environ 35 % à 40 % en Europe. Parmi les causes possibles, les historiens évoquant un meilleur chauffage, meilleure alimentation et plus grande immunisation contre les épidémies car l'habitat est plus dispersé. En 1790, l'Amérique blanche est encore très rurale, car les cinq premières agglomérations ne représentent que 136 000 habitants, soit seulement 5,5 % de la population. À partir de 1790 ont lieu les premiers recensements par ville et par États, au moment d'une polémique nationale sur l'opportunité d'étendre la colonisation à l'ouest. Il est alors décidé que le seuil de 60 000 habitants doit être atteint avant de créer un nouvel État.
| Année            | Population en 1750 | Population en 1780 | Position en 1780 |
| Virginie         | 180 000 habitants  | 538 000 habitants  | 1er en 1780      |
| Pennsylvanie     | 85 000 habitants   | 327 000 habitants  | 2e en 1780       |
| Caroline du Nord | 51 000 habitants   | 270 000 habitants  | 3e en 1780       |
| Massachusetts    | 188 000 habitants  | 260 000 habitants  | 4e en 1780       |
| Maryland         | 116 000 habitants  | 245 000 habitants  | 5e en 1780       |
| Connecticut      | 111 000 habitants  | 206 000 habitants  | 6e en 1780       |
| New York         | 76 000 habitants   | 210 000 habitants  | 7e en 1780       |
| Caroline du Sud  | 45 000 habitants   | 180 000 habitants  | 8e en 1780       |
| New Jersey       | 51 000 habitants   | 139 000 habitants  | 9e en 1780       |
| Rhode Island     | 33 000 habitants   | 52 000 habitants   | 10e en 1780      |
| New Hampshire    | 27 000 habitants   | 87 000 habitants   | 11e en 1780      |
| Géorgie          | 5 200 habitants    | 56 000 habitants   | 12e en 1780      |
| Maine            | 0 habitant         | 49 000 habitants   | 13e en 1780      |
| Vermont          | 0 habitant         | 47 000 habitants   | 14e en 1780      |
| Delaware         | 19 000 habitants   | 45 000 habitants   | 15e en 1780      |
| Kentucky         | 0 habitant         | 45 000 habitants   | 16e en 1780      |
| Tennessee        | 0 habitant         | 10 000 habitants   | 17e en 1780      |

## Révolution industrielle dans le textile auXIXesiècle

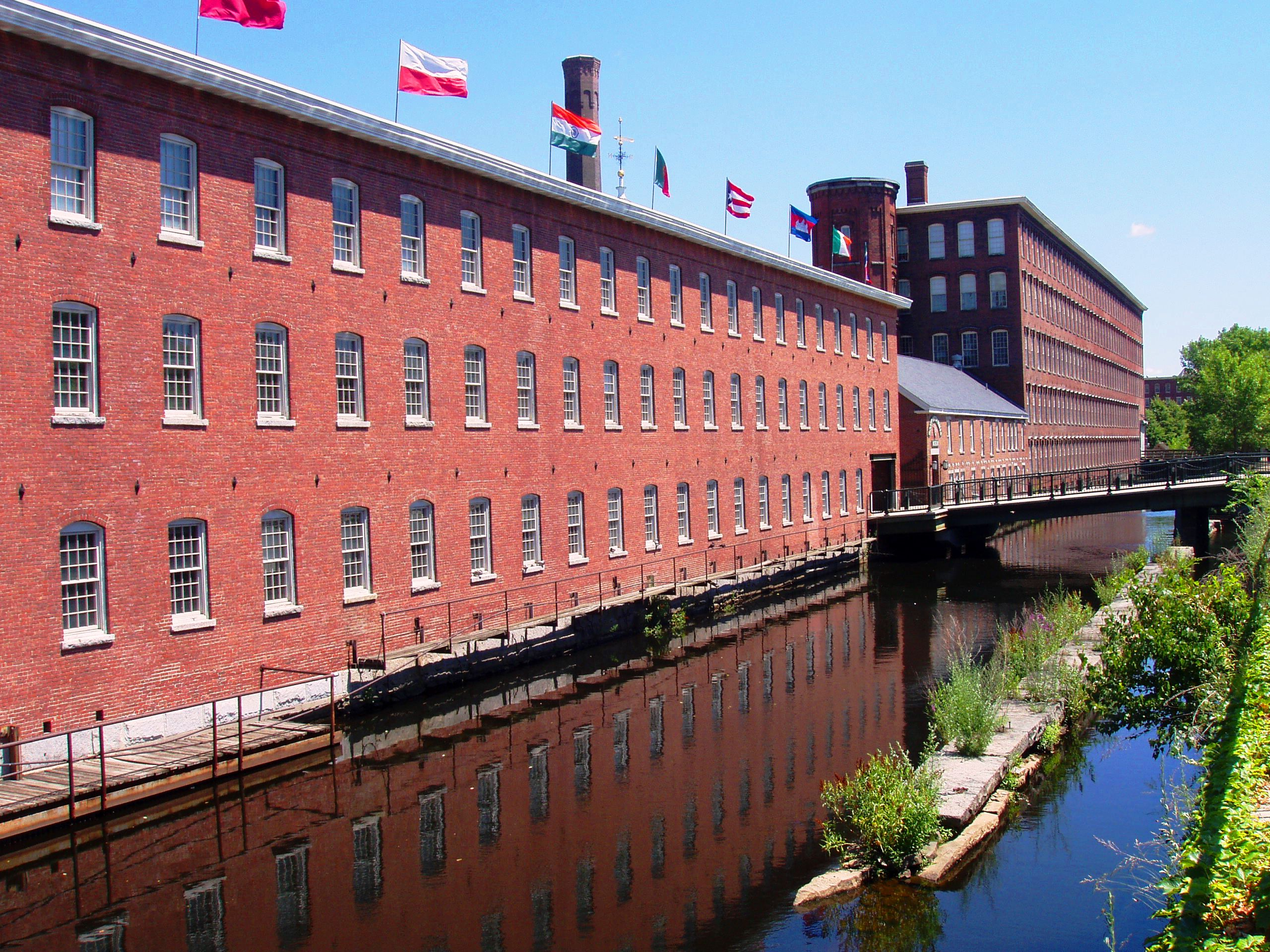
Usine textile à Lowell (Massachusetts), cœur battant de la révolution industrielle au début du XIXe siècle dans le Massachusetts.

Au XIXe siècle, le Massachusetts est devenu une locomotive de la révolution industrielle américaine, avec des usines en grand nombre autour de Boston, très actives dans la production de textiles et de chaussures, tout comme son petit voisin du Rhode Island. Le Massachusetts avait aussi des usines autour de Springfield, plus spécialisées dans la production d'outils de précision et de papier. Ces entreprises auront recours aux immigrants catholiques de l'Irlande et du Canada. La première usine de laine, dans la vallée de Blackstone, fut un moulin à carder de la laine, créé en 1810 par Daniel Day, près de la rivière West et la rivière Blackstone, à Uxbridge. Puis, en 1813, un groupe de riches marchands de Boston dirigé par Francis Cabot Lowell, les Associés de Boston, a établi une usine de textile à Waltham
Le recours à l'énergie hydraulique et plus tard à la machine à vapeur, dans les années 1850, permet un développement industriel rapide, qui emprunte les canaux et chemins de fer pour le transport de marchandises et de matériaux. Grâce au succès de la Boston Manufacturing Company, à Waltham, les Associés de Boston ont permis le développement de plusieurs autres villes-champignon tirant leur croissance du textile : Lowell en 1823, Laurent en 1845, Chicopee en 1848 et Holyoke en 1850.

## Ouverture de la Bourse de Boston en 1835
La Bourse de Boston compte, à son ouverture en 1835, seize sociétés industrielles du Massachusetts cotées, qui ont une moyenne d'âge de huit ans. Il est alors encore très rare de voir des sociétés industrielles cotées en Bourse, la plupart étant plutôt des banques ou des services publics. Le nombre de sociétés industrielles augmente rapidement : 46 en 1854 et 51 en 1865. Mais leurs actions sont moins échangées que celles des sociétés de chemin de fer, foncières ou des banques. Treize des seize sociétés admises en 1835 à la Bourse de Boston ont une valeur nominale d'action de mille dollars, signe d'un actionnariat restreint. Les nominaux d'autres sociétés sont ensuite dix à vingt fois plus modestes. Un bâtiment pour la Bourse est construit en 1847.

## Guerre de Sécession
Le Massachusetts joue un rôle important lors des événements nationaux avant et pendant la guerre de Sécession. Le Massachusetts domine le mouvement naissant de l'anti-esclavagisme pendant les années 1830, motivant les militants à travers le pays. Ceci, à terme, augmente la fragmentation entre le Nord et le Sud, l'un des facteurs qui conduit à la guerre. Les politiciens du Massachusetts, faisant écho aux vues des activistes sociaux, accroissent encore les tensions nationales. L'état est dominé par le parti républicain, et abrite également beaucoup de dirigeants républicains radicaux qui promeuvent un traitement rigoureux des propriétaires d'esclaves et, plus tard, des États confédérés d'Amérique.
Une fois que les hostilités commencent, le Massachusetts soutient l'effort de guerre, à maints égards. En termes de matériel de guerre, le Massachusetts, en tant que principal centre industriel et de manufacture, est prêt pour devenir l'un des principaux producteurs de munitions et de fournitures. La source la plus importante d'armement dans le Massachusetts est la manufacture d'armes de Springfield.

## Succès industriel dans les activités militaires auXXesiècle

Les changements dans la population des municipalités du Massachusetts. Cliquer pour voir l'animation.

La Seconde Guerre mondiale a précipité de grands changements dans l'économie du Massachusetts. Dans les années suivantes, l'État a vu son économie plus fondée sur les services et la technologie. Pendant la Seconde Guerre mondiale, le gouvernement américain avait construit des installations qu'ils louées, revendues dans les années d'après-guerre vendus à des entrepreneurs de l'industrie de défense, avec des installations de recherche qui ont contribué à créer une industrie moderne, et la formation d'une nouvelle génération de la classe moyenne.